# 286. Infanterie-Division (Wehrmacht)
Die 286. Infanterie-Division war eine deutsche Infanteriedivision im Zweiten Weltkrieg.

## Divisionsgeschichte
Die Division wurde am 17. Dezember 1944 bei Memel in Ostpreußen aus der 286. Sicherungs-Division im Bereich der 3. Panzerarmee gebildet. Aufgrund der sowjetischen Offensive in Ostpreußen wurde die Aufstellung und Ausbildung nicht mehr abgeschlossen. Der Verband geriet direkt in die Kämpfe um Ostpreußen und wurde im Februar 1945 bei Neukuhren in Ostpreußen zerschlagen.
Anschließend wurden die Reste der Kampfeinheiten der Division Mitte April 1945 nach Swinemünde entsandt und gemeinsam mit der bisherigen Infanterie-Division Raegener in die Ausbildungs-Division 286 umbenannt. Die Reste der Stabseinheiten der 286. Infanterie-Division blieben im Samland und bildeten den Stab der Division z.b.V. 619.
Die Ausbildungs-Division 286 wurde zur Verteidigung der Reichshauptstadt nach Berlin geschickt.

## Gliederung
- Grenadier-Regiment 926 mit zwei Bataillone
- Grenadier-Regiment 927 mit zwei Bataillone
- Grenadier-Regiment 931 mit zwei Bataillone
- Artillerie-Regiment 286 mit drei Bataillone
- Feldersatz-Bataillon 286
- Nachrichten-Abteilung 286
- Feldersatz-Bataillon 286

## Kommandeure
- Generalleutnant Friedrich-Georg Eberhardt: Dezember 1944
- Generalleutnant Wilhelm Thomas (1892–1976): Dezember 1944 bis Januar 1945, vormals Kommandeur der 203. Sicherungs-Division
- Oberst Willi Schmidt: Januar 1945
- Generalmajor Emmo von Roden: Januar 1945 bis zur Auflösung

## Stabsoffiziere
- Major Meyer: 1945
- Major Job von Witzleben: 1945